# Miquel Blanchart
Miquel Blanchart Tintó (Sabadell, 7 de mayo de 1984) es un deportista español que compitió en triatlón. Ganó una medalla de oro en el Campeonato Europeo de Triatlón de Larga Distancia de 2011.

## Palmarés internacional
| Campeonato Europeo | Campeonato Europeo  | Campeonato Europeo | Campeonato Europeo |
| Año                | Lugar               | Medalla            | Prueba             |
| ------------------ | ------------------- | ------------------ | ------------------ |
| 2011               | Tampere (Finlandia) | Medalla de oro     | Individual         |